# Panicum longum
Panicum longum är en gräsart som beskrevs av Albert Spear Hitchcock och Mary Agnes Chase. Panicum longum ingår i släktet vipphirser, och familjen gräs. Inga underarter finns listade i Catalogue of Life.